# Марія де лас Мерседес, принцеса Астурійська
Марія де лас Мерседес де Бурбон і Габсбург-Лорена (ісп. María de las Mercedes de Borbón y Habsburgo-Lorena; 11 вересня 1880, Мадрид, Іспанія — 17 жовтня 1904, Мадрид, Іспанія) — інфанта Іспанії та принцеса Астурійська протягом усього свого життя.

## Життєпис
Інфанта Марія де лас Мерседес народилася 11 вересня 1880 року в Королівському палаці Мадрида. Дочка короля Альфонса XII та королеви Марії Крістіни. За традицією, про народження інфанти повідомили підняттям над палацом білого прапора та п'ятнадцятьма гарматними залпами. За три дні у палацовій каплиці архієпископ Толедський охрестив принцесу під ім'ям Марія де лас Мерседес Ісабель Марія Тереса Крістіна Альфонса Хасінта Ана Хосефа Франсіска Кароліна Фернанда Філомена Марія де Тодос лос Сантос. Хрещеними батьками інфанти стали Папа Римський Лев XIII, представлений нунцієм Анджело Б'янкі, та її бабуся, колишня королева Іспанії Ізабела II. Ім'я інфанті дали на честь королеви Марії де лас Мерседес Орлеанської — першої дружини короля Альфонса XII, яка померла від тифу за два роки до того. Від народження інфанта мала титул принцеси Астурійської і, відповідно, була наступницею престолу Іспанії. За традицією, їй як принцесі Астурійській було вручено Хрест Перемоги.
25 листопада 1885 року батько принцеси, король Альфонсо XII, помер. При цьому було вирішено не проголошувати Марію де лас Мерседес як наступницю престолу королевою, оскільки її матір була вагітною й могла народити сина, який мав перевагу над сестрами у лінії престолонаступництва. 17 травня 1886 року королева Марія Крістіна народила сина, який вже в день народження став королем Альфонсом XIII і до повноліття правив під регентством матері. Таким чином, Марія де лас Мерседес надалі володіла титулом принцеси Астурійської та вважалася престолонаступницею Іспанії.

## Шлюб
Після схвалення Конгресом депутатів та Сенатом, необхідним для шлюбів монархів та престолонаступників за статтею 56 Конституції 1876 року, 14 лютого 1901 року принцеса Марія де лас Мерседес одружилася із принцом Карлосом Бурбон-Сицилійським — сином принца Альфонсо, графа ді Казерта, та онуком останнього короля Обох Сицилій Фердинанда II. У шлюбі народилося троє дітей:
- Альфонсо (1901—1964);
- Фернандо (1903—1905);
- Ізабелла Альфонса (1904—1985), одружена з польським шляхтичем Яном Канті Замойським.

## Смерть
Принцеса Марія де лас Мерседес померла 17 жовтня 1904 року після пологів, під час яких народила свою єдину дочку — інфанту Ізабеллу Альфонсу. Пологи відбулися передчасно. До того ж, за двадцять днів до пологів принцеса захворіла на апендицит, який помилково діагностували як кишкові спазми.
Принцесу поховали в Пантеоні Інфантів в Ескоріальському монастирі.
Після її смерті престолонаступником визнали сина принцеси Альфонса, проте титул принца Астурійського йому не надали. До 1907 року він був вакантним, доки в короля Альфонса XIII не народився син Альфонсо.

## Нагороди
- Дама Ордену Королеви Марії Луїзи, 14 вересня 1880 ( Іспанія)[13]
- Орден Дорогоцінної корони, 10 червня 1902 ( Японія)[14]

## Галерея

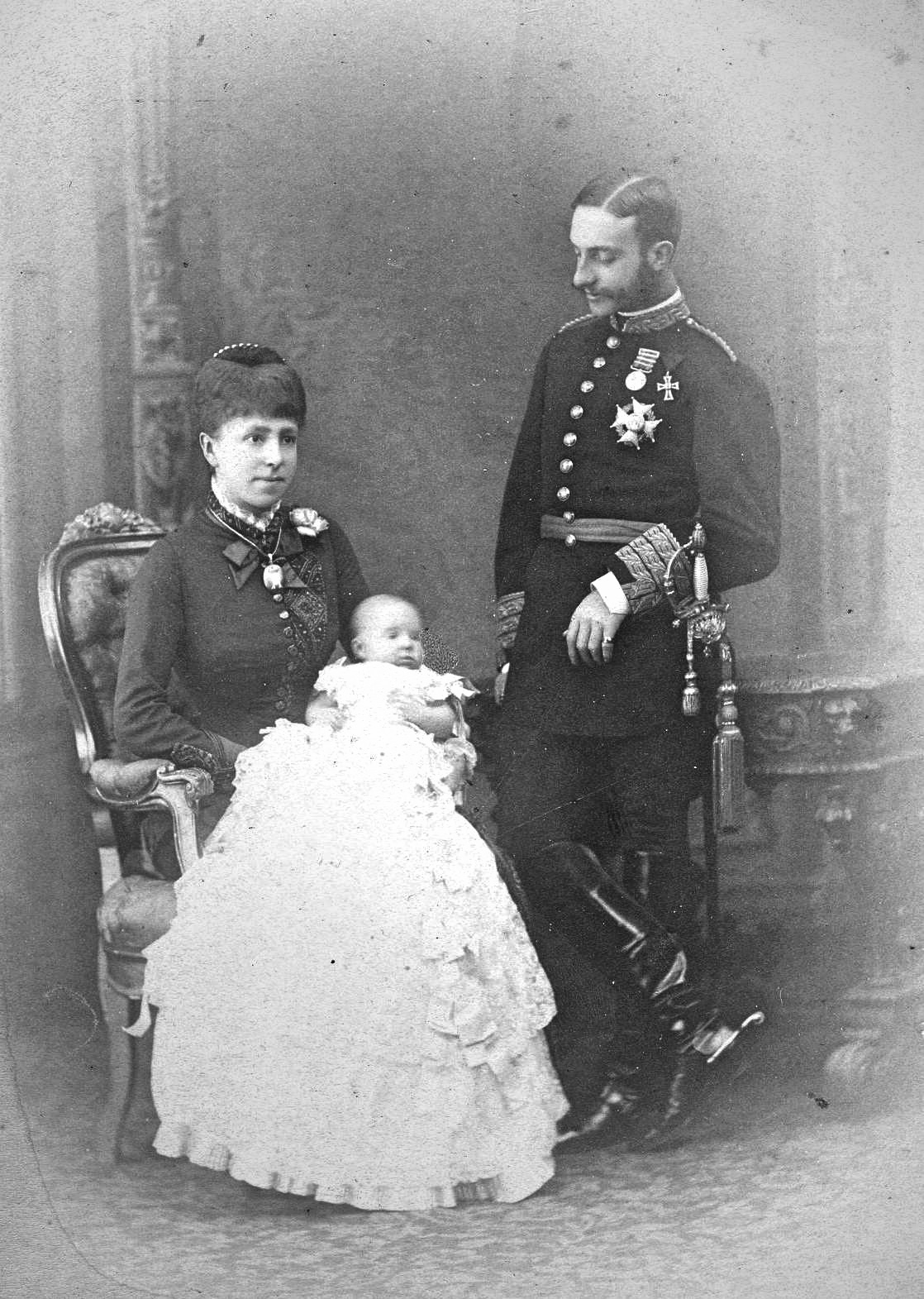
Король Альфонсо XII та королева Марія Крістіна із новонародженою інфантою Марією де лас Мерседес. Фотографія 1880 року
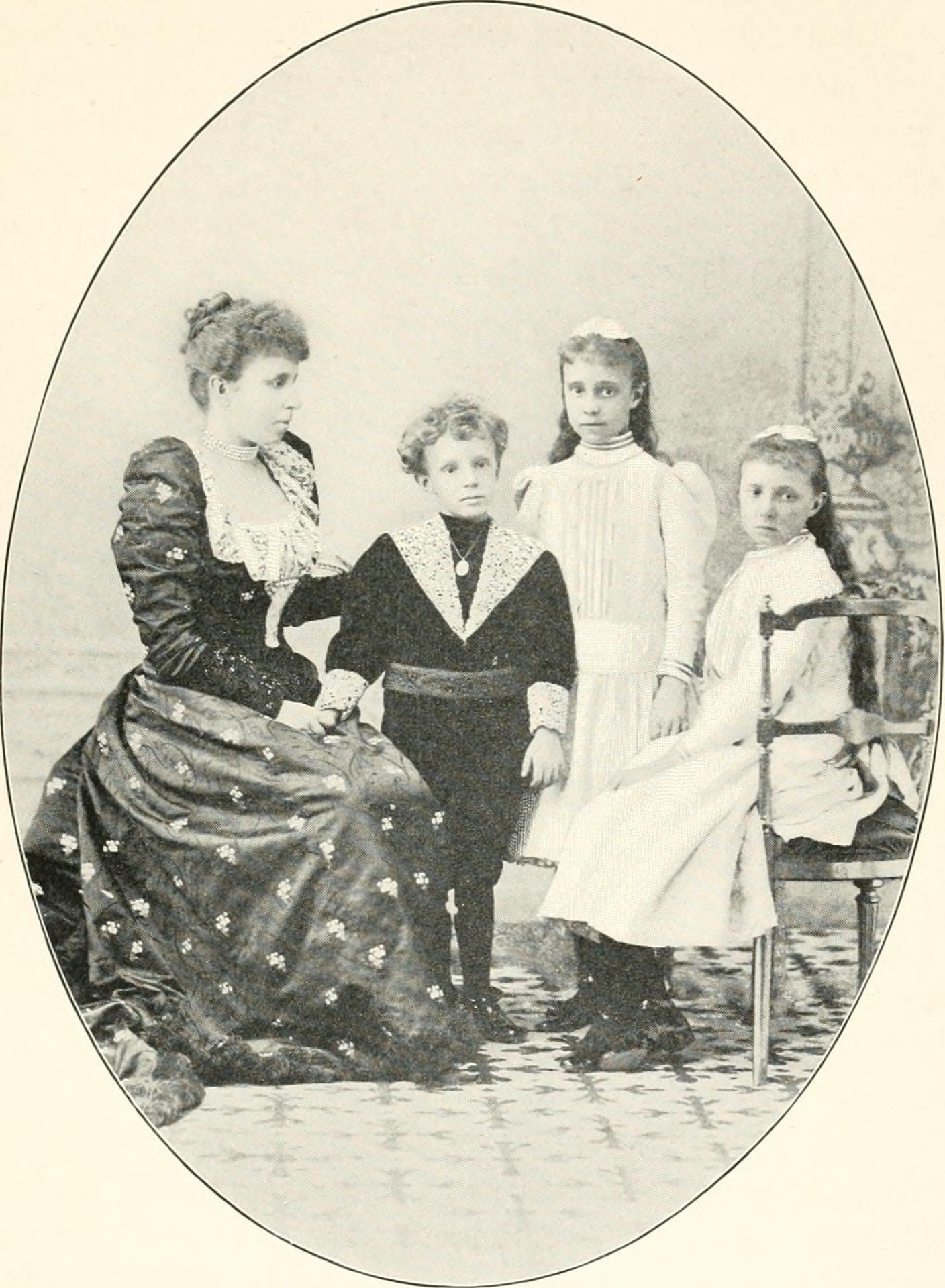
Зліва направо: королева Марія Крістіна із сином Альфонсом XIII, дочками Марією де лас Мерседес та Марією Терезою
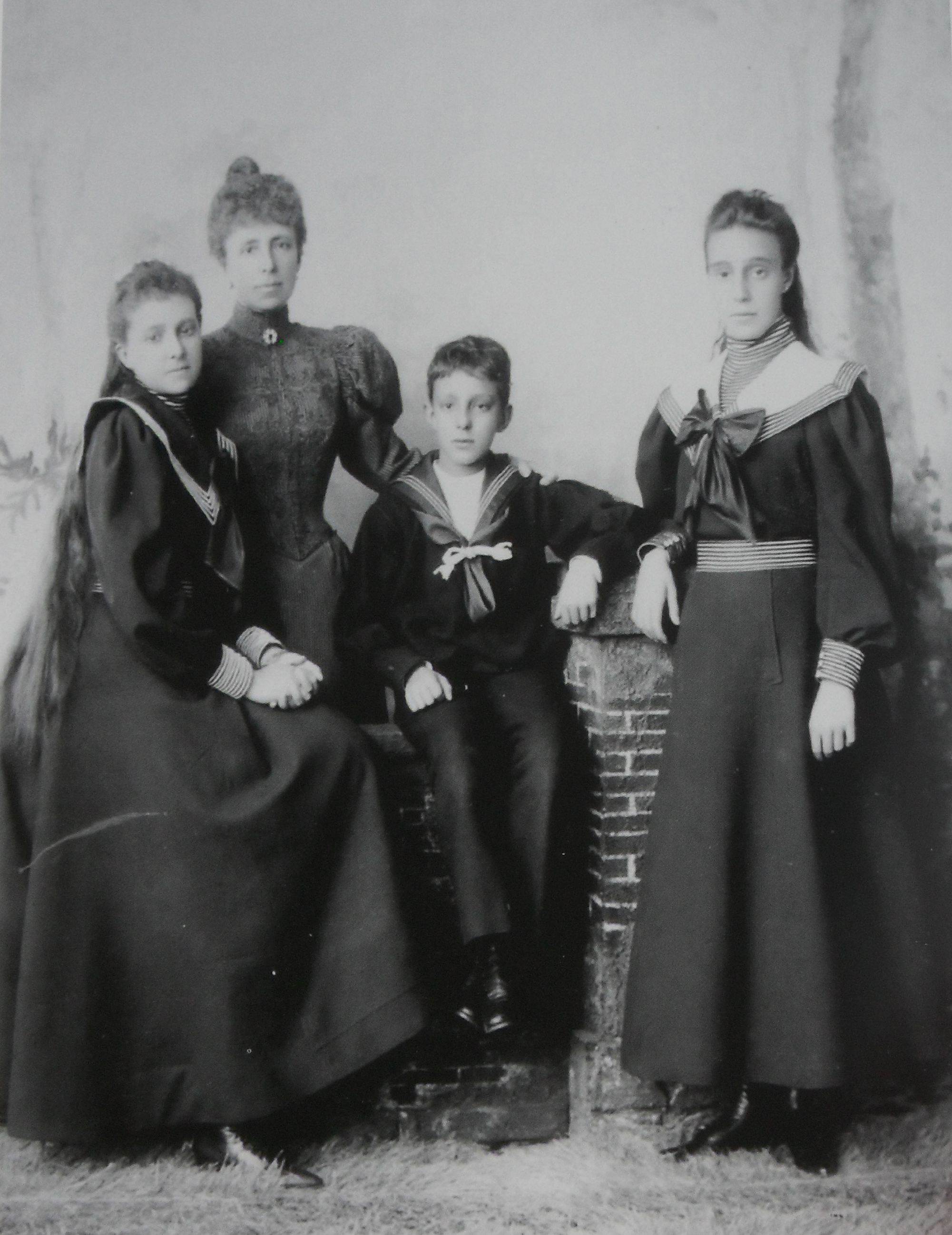
Ліва направо: інфанта Марія Терезія, королева Марія Крістіна, король Альфонсо XIII та принцеса Марія де лас Мерседес. Фотографія 1897 року
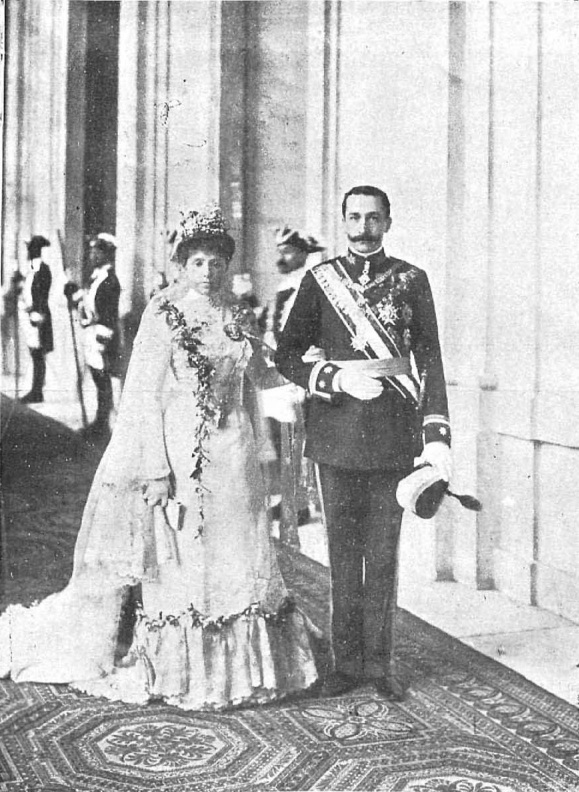
Принцеса Марія де лас Мерседес та принц Карлос Бурбон-Сицилійський на своєму весіллі. 14 лютого 1901 року
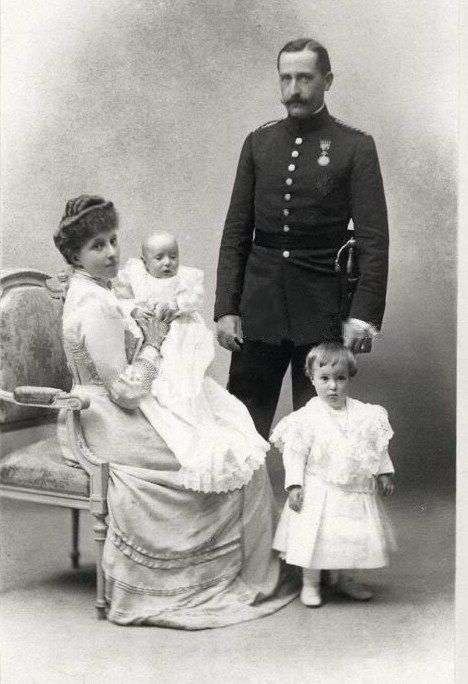
Принцеса Марія де лас Мерседес, принц Карлос із дітьми Альфонсом та Фернандо. Фотографія 1903 року